# Wesmaldra kakadu
Wesmaldra kakadu är en spindelart som beskrevs av Norman I. Platnick och Baehr 2006. Wesmaldra kakadu ingår i släktet Wesmaldra och familjen Prodidomidae.
Artens utbredningsområde är Northern Territory, Australien. Inga underarter finns listade i Catalogue of Life.